# Philippe Norel
Philippe Norel (* 1954; † 2014) war ein Wirtschaftshistoriker an der Universität von Poitiers. Er war Mitglied des Zentrums für Forschung zur wirtschaftlichen und finanziellen Integration (CRIEF) und Professor an der Sciences Po in Paris. Seine Lehrtätigkeit umfasste Entwicklungsökonomie, internationale monetäre Ökonomie, globale Wirtschaftsgeschichte, Geschichte und Theorie der Globalisierung und die Geschichte des ökonomischen Denkens.
Er wirkte in der Arte Doku Der Kapitalismus aus dem Jahre 2014 des Regisseurs Ilan Ziv mit.
| Personendaten    | Personendaten                             |
| ---------------- | ----------------------------------------- |
| NAME             | Norel, Philippe                           |
| KURZBESCHREIBUNG | Wirtschaftshistoriker und Hochschullehrer |
| GEBURTSDATUM     | 1954                                      |
| STERBEDATUM      | 2014                                      |